# Companhia Editora do Piauí

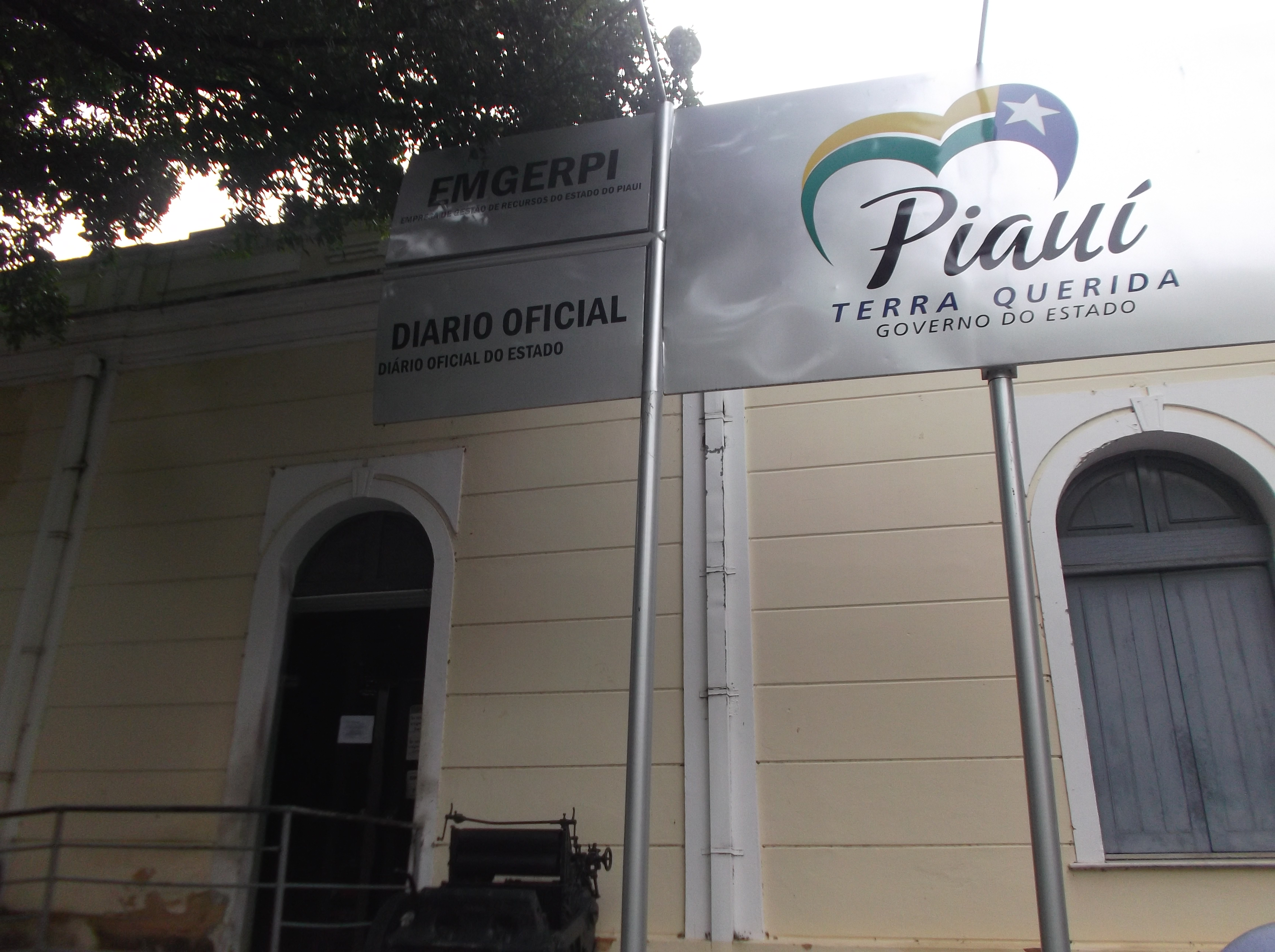
Vista parcial do palacete da sede da COMEPI, na praça da bandeira

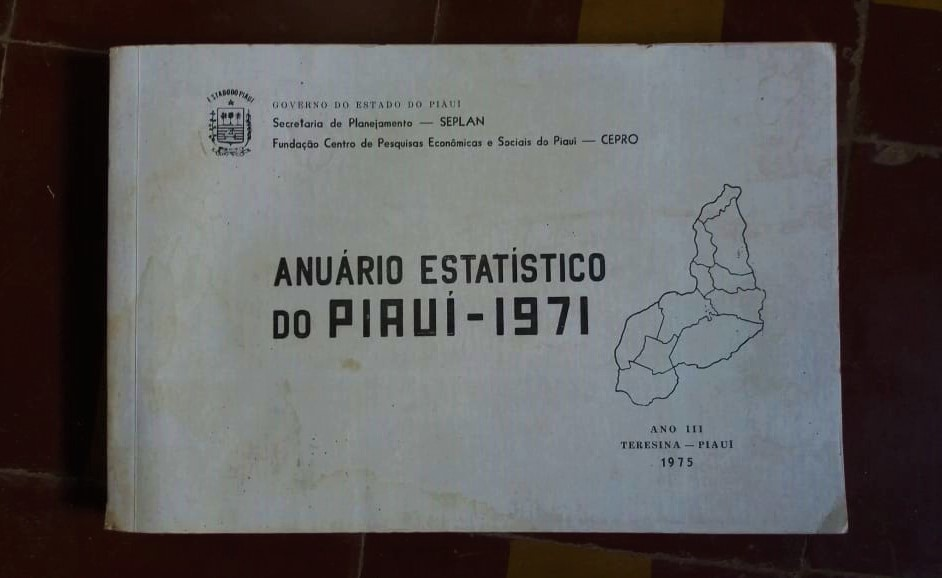
Anuário do Piauí 1971.

A Companhia Editora do Piauí ou Companhia Editorial do Piauí (COMEPI) é uma gráfica e editora brasileira de natureza jurídica de economia mista sediada no estado do Piauí.
Pela  Lei Complementar estadual nº 83, de 12 de abril de 2007, a COMEPI foi incorporada à  Empresa de Gestão de Recursos do Piauí - ENGERPI.

## História

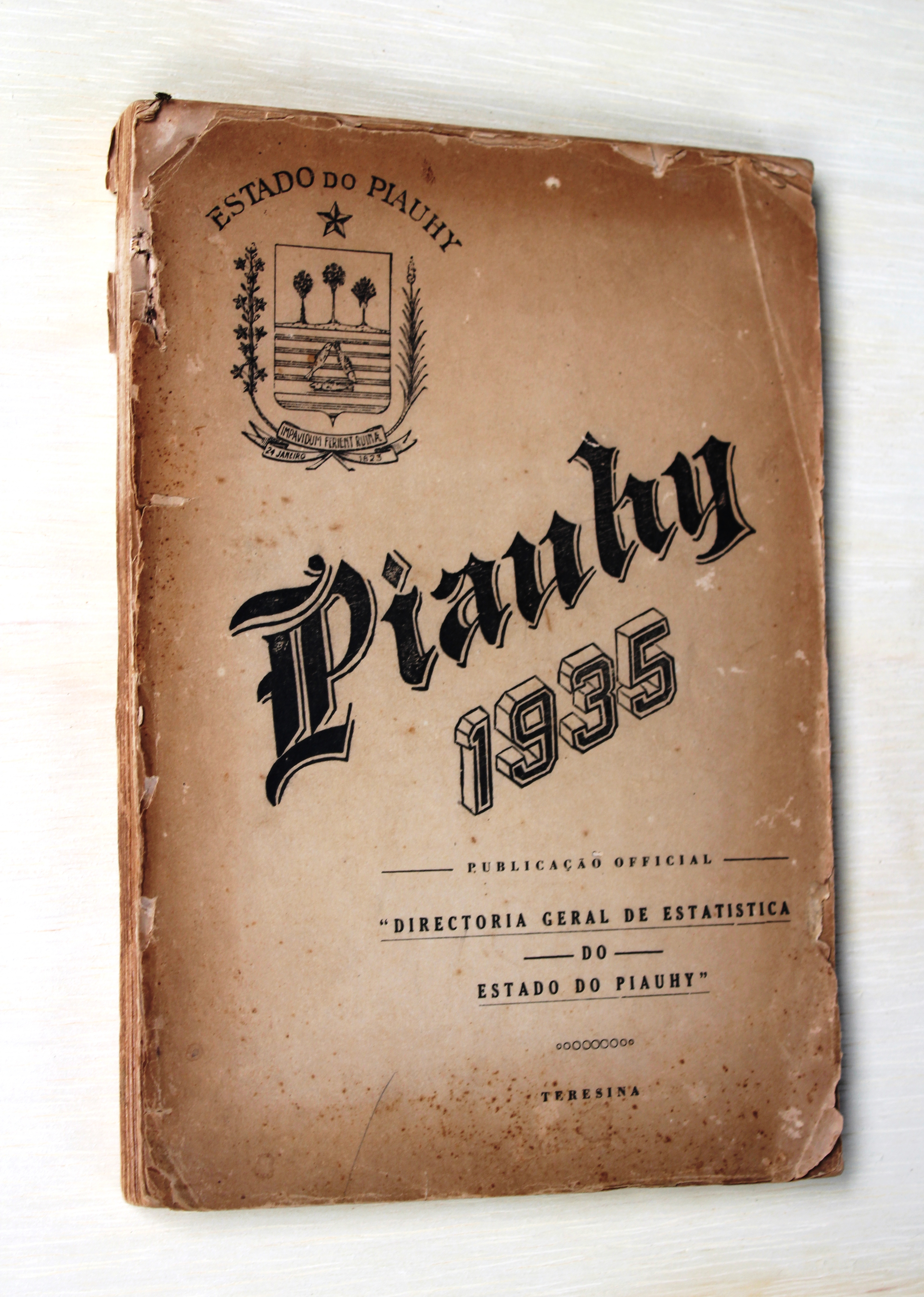
Anuário Piauí 1935, publicação da então Diretoria Geral de Estatísticas do Estado do Piauí e impresso pela antiga Imprensa Oficial.

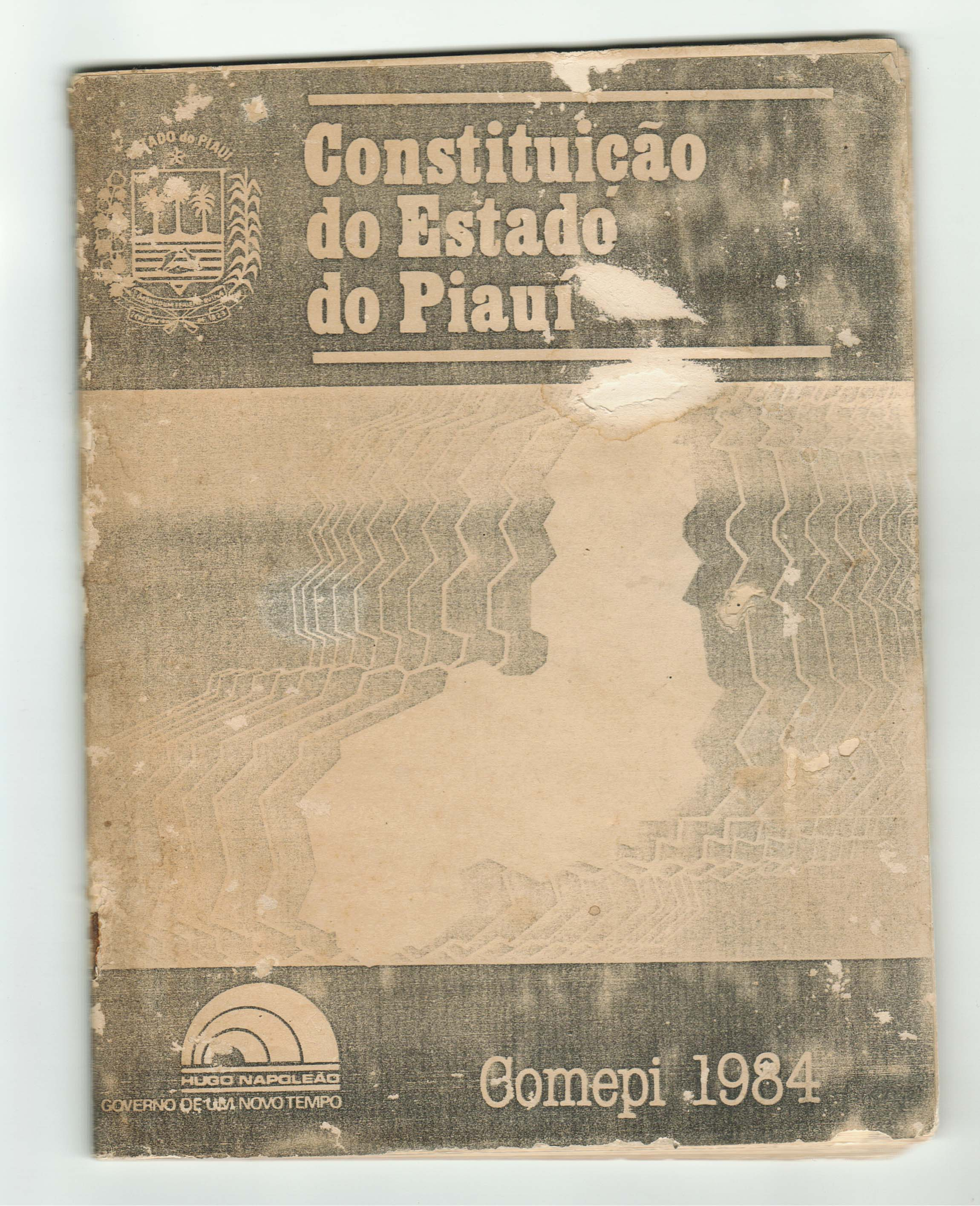
Exemplar da Constituição do Estado do Piauí de 1967 impresso pela COMEPI em 1984.

A COMEPI foi crida em 20 de maio de 1968, pela Lei Estadual nº 2.871 para ser a sucessora da A Imprensa Oficial do Piauí que já existia nos anos iniciais do século XX e de acordo com sua regulamentação tem as seguintes competências:
- Industrialização e a confecção de artefatos de papel em geral para o serviço público e o privado;
- Impressão e distribuição do Diário Oficial do Estado do Piauí e de artigos escolares, de escritórios, livros, inclusive didáticos revistas e demais publicações oficiais e privadas.

## Críticas
Na atuação da companhia houve criticas por a mesma imprimir livros de pessoas que poderiam e deviam pagar pelo serviço em vez de ficar onerando os cofres públicos sem uma contrapartida financeira. Para as criticas, pessoas físicas ou jurídicas, que pegam carona no dinheiro público estão aumentando gastos às custas do contribuinte. Coisas assim tem sido comum em gráficas públicas e universitárias  Brasil afora.